# Llanquihue (Los Lagos)
Llanquihue is een gemeente in de Chileense provincie Llanquihue in de regio Los Lagos. Llanquihue telde 17.591 inwoners in 2017.
- Library of Congress Control Number: n2009015468
- Virtual International Authority File: 157335933